# Platysenta sutrix
Platysenta sutrix är en fjärilsart som beskrevs av Dyar 1913. Platysenta sutrix ingår i släktet Platysenta och familjen nattflyn. Inga underarter finns listade i Catalogue of Life.